# Gentiana coronata
Gentiana coronata är en gentianaväxtart som beskrevs av John Forbes Royle. Gentiana coronata ingår i släktet gentianor, och familjen gentianaväxter. Inga underarter finns listade i Catalogue of Life.